# Bartolomeo Cordans
Bartolomeo Cordans (Venezia, 12 marzo 1698 – Udine, 14 maggio 1757) è stato un compositore italiano, considerato uno dei compositori più importanti nell'ambito della musica sacra settecentesca in Friuli.

## Biografia
All'età di sedici anni entra nell'Ordine dei minori osservanti di San Francesco, ma nel 1724 abbandona i francescani per diventare sacerdote secolare.
Inizialmente Cordans svolge le mansioni di musicista presso la parrocchia veneziana di S.Giacomo di Rialto suonando l'organo e insegnando canto ai chierici.
In seguito, a partire dal 1728 comincia a comporre melodrammi andati in scena nei teatri veneziani.
Purtroppo, le partiture delle sue opere (Ormisda 1728, La generosità di Tiberio 1729,  La Silvia 1730, Romilda 1731, La Rodelinda 1732) sono andate perdute.
Rimangono solamente i libretti superstiti a testimoniare la sua attività teatrale.
Alla Biblioteque Nationale di Parigi si trova l'unico frammento musicale superstite di un'opera scritta da Cordans: un duetto della Romilda.
La sua attività di musicista nella città lagunare si completa nel 1733 con una breve esperienza in qualità di maestro di coro sostituto all'Ospedaletto, uno dei quattro ospedali veneziani.
Nel 1735 concorre all'incarico di maestro di cappella del Duomo di Udine, e nel mese di giugno ottiene l'importante impiego che manterrà fino alla morte.
Dopo la nomina, Cordans si mette immediatamente al lavoro per rilanciare la cappella musicale udinese che, dopo la rinuncia del maestro mantovano Paolo Benedetto Bellinzani avvenuta nel 1721, aveva subito un periodo di decadimento.
I repertori vengono rinnovati, Cordans compone per i suoi cantori un'imponente quantità di messe, inni, mottetti, salmi, litanie ed altri brani di genere sacro, sia nelle forme a cappella che concertate, avvalendosi per le celebrazioni più solenni di un'orchestra arricchita da oboe, flauti, trombe e corni.
A Udine Cordans abbandona definitivamente il genere melodrammatico per concentrarsi esclusivamente sulla musica sacra.
Il suo repertorio strumentale si limita a 24 sonate per due violini e basso continuo, una sonata per violino e organo e alcuni brani per organo solo.
Due giorni prima di morire, Cordans fa dono di un suo ritratto e della quasi totalità della sua produzione sacra ai Deputati di Udine.
Muore il 14 maggio 1757 e viene sepolto nella chiesa udinese di S.Francesco della Vigna (chiesa che sarà demolita nella seconda metà dell'Ottocento). La cerimonia funebre viene officiata dai padri francescani.

## Curiosità
Sebbene la quasi totalità delle opere di Cordans sia ancora inedita, nella seconda metà dell'Ottocento alcune sue composizioni a cappella hanno ottenuto una discreta diffusione grazie ad alcune stampe italiane ed estere. Più recentemente sono stati riscoperti anche i suoi brani per organo.
L'opera più conosciuta di Bartolomeo Cordans è il Requiem, composto nel 1738, della cui partitura Cordans fa dono al Capitolo di Cividale del Friuli ed è conservato oggi nell'archivio di Stato di Udine.
Il Requiem è stato inciso dal Coro Polifonico di Ruda nel 1998.
Nel 1994 il Gruppo Corale Bartolomeo Cordàns di Colugna (UD) ha eseguito in prima esecuzione assoluta presso il teatro Luigi Bon di Colugna (Tavagnacco - Ud) una selezione delle opere sacre più significative del Cordàns:
- Dixit Dominus (coro, soli, archi e B.c.),
- Sum Agitata (mezzosoprano e archi),
- Regina Coeli (soprano e archi),
- Magnificat (coro, soli, archi e b.c.).

Nel 1999 il concerto è stato replicato sempre a cura del Gruppo Corale Bartolomeo Cordans presso la chiesa parrocchiale di Branco di Tavagnacco (Ud) con l'aggiunta del brano Salve Regina (tenore e archi).